# Caladenia cucullata
Caladenia cucullata är en orkidéart som beskrevs av Robert Desmond David Fitzgerald. Caladenia cucullata ingår i släktet Caladenia och familjen orkidéer. Inga underarter finns listade i Catalogue of Life.